# Servilly
Servilly – miejscowość i gmina we Francji, w regionie Owernia-Rodan-Alpy, w departamencie Allier.

## Demografia
Według danych na rok 1990 gminę zamieszkiwały 284 osoby, a gęstość zaludnienia wynosiła 23 osoby/km². W styczniu 2015 r. Servilly zamieszkiwało 277 osób, przy gęstości zaludnienia wynoszącej 22,4 osób/km².